# Diego Salcedo

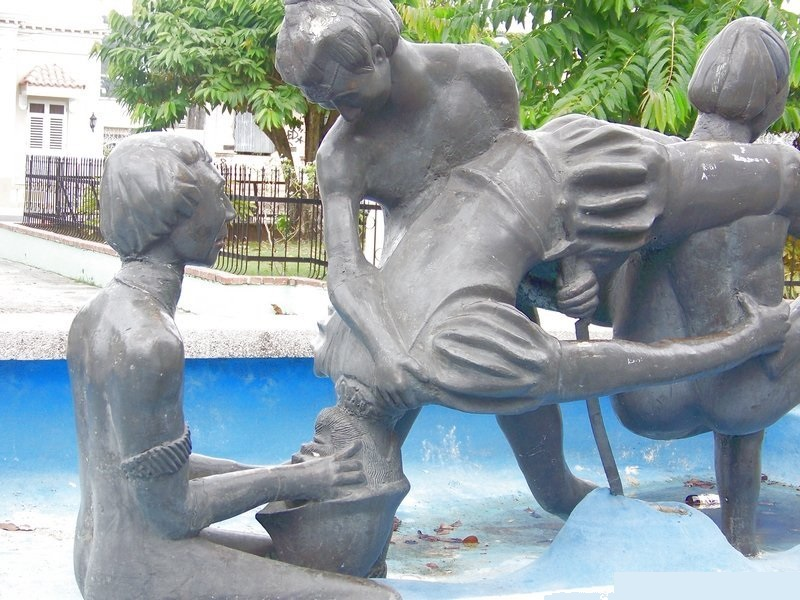
Estatua de Diego Salcedo en la plaza de recreo de Añasco

Diego Salcedo (fallecido en 1511) fue un conquistador español semilegendario que se dice que vivió durante la colonización de las Américas.  Según la leyenda, su muerte a manos del pueblo indígena taíno encendió la rebelión taína de 1511.

## La muerte de Salcedo
Según la historia, murió en 1511, durante un viaje a Puerto Rico, cuando los taínos, bajo el mando de Agüeybaná II (hermano del gran cacique taíno Agüeybaná) y el cacique de Añasco, Urayoán, lo ahogaron en el Río Grande de Añasco.  Históricamente, han chocado dos versiones sobre cómo Salcedo fue atraído a su muerte. Muchos libros afirman que al soldado le habían dicho que lo llevarían a un lago lleno de mujeres taínas con las que podría tener relaciones sexuales y, una vez allí, no encontró mujeres, sino hombres que luego procedieron a ahogarlo. La otra versión dice que los taínos le ofrecieron a Salcedo cruzar un río, lo llevaron en brazos y luego lo ahogaron y lo retuvieron durante días, temerosos de que todavía estuviera vivo y esperando hasta que estuvieran seguros de que estaba 
Una tercera y más aceptada versión de la muerte de Salcedo dice que los taínos, temiendo que los españoles pudieran ser dioses, se abstuvieron de hacerles daño. Después de sufrir bajo el yugo de los españoles durante tanto tiempo, los taínos, por orden de Agüeybaná, emboscaron a Salcedo mientras bebía agua en la orilla de un río. Temiendo que Salcedo pudiera resucitar después de tres días, basándose en su comprensión de las enseñanzas cristianas ejercidas por los sacerdotes católicos, se sentaron durante tres días esperando que Salcedo regresara de entre los muertos, pero todo lo que vieron fue el cuerpo de Salcedo pudriéndose debido al calor tal como lo harían ellos. En ese momento, los taínos se dieron cuenta de que estos no eran dioses. 